# آسیاب‌آبی اشکذر
آسیاب آبی اشکذر مربوط به دورۀ قاجار است و در ۲۰ کیلومتری جنوب شرقی یزد واقع شده و این اثر در تاریخ ۱۱ مرداد ۱۳۷۷ با شمارهٔ ثبت ۲۰۸۶ به‌عنوان یکی از آثار ملی ایران به ثبت رسیده است.